# 庫斯京卡河
庫斯京卡河（烏克蘭語：Кустинка），是烏克蘭的河流，位於該國西北部羅夫諾州，屬於戈倫河的左支流，發源自白克里尼察以北，流經羅夫諾區，河道全長17公里。